# Lucien Quélet
Lucien Quélet (Montécheroux, 1832. július 14. – Hérimoncourt, 1899. augusztus 25.) francia tudós, végzettsége szerint gyógyszerész, de mikológiai és botanikai munkássága tette őt ismertté az utókor számára. Botanikai szakmunkákban nevének rövidítése: „Quél.”.

## Élete, munkássága
Quélet a kelet-franciaországi Montécheroux-ban született, egy farmer gyermekeként. Szüleit még gyermekkorában elvesztette, így nagynénjei nevelték fel. Középiskolai tanulmányait Montbéliard-ban végezte, majd gyógyszerészi diplomát szerzett a Strasbourgi Egyetemen.
Már gyermekkorától kezdve érdeklődött a mikológia és botanika iránt, 1884-ben alapított egy mikológiával foglalkozó társaságot, a Société Mycologique de France-ot. 1888-ban adta ki élete fő művét, Flore mycologique de la France et des pays limitrophes (Franciaország és a környező országok gombafajai) címmel. Ebben a művében több, korábban ismeretlen gombafajt is leírt, ezzel a tudományág egy meghatározó képviselője lett.
1899-ben, Hérimoncourt-ban hunyt el.